# Крокос Володимир Іванович
Володимир Іванович Крокос (26 квітня 1889, Одеса — 29 листопада 1936, там само) — український геолог і палеонтолог, доктор геологічних наук, професор, дійсний член НТШ.

## Біографія
У 1912 р. закінчив Новоросійський університет в Одесі, у якому працював до 1920 р. В 1920—1926 рр. — працював в Одеському інституті народної освіти та Одеському сільськогосподарському інституті, в 1926—1927 роках завідував кафедрою геології та ґрунтознавства в Одеському сільськогосподарському інституті.
Доктор наук з 1927 року.
Протягом 1927-1936 рр. завідував палеонтологічним відділом Геологічного інституту АН УРСР; одночасно з 1927 р. — професор кафедри геології і палеонтології Київського інституту народної освіти, з 1933 р. — завідувач цієї ж кафедри і декан геолого-географічного факультету Київського університету.
Після виклику до НКВС на початку листопада 1936, незважаючи на пізню осінь, зібрався і поїхав в експедицію до Одеси, де наклав на себе руки в кінці листопада.
Висновок експертизи, складений через майже півтора місяця, визначив смерть як «раптову», не повідомляючи про виявлення під час огляду квартири флакона, що зберіг запах ефіру.
Поховано в Києві, могила на Старобайковому цвинтарі, по головній алеї праворуч, близько від могили митрополита Іосафа; надгробок — плита з чорного каменю з написом: «Владимир Иванович Крокос, профессор Киевского университета и АН УССР, доктор геологии 25. 6 — 1936; 28. 11. Твой образ светлый через жизнь Мы в сердцах пропели».

## Наукова діяльність
Основні наукові дослідження стосуються питань теоретичної геології, регіональної геології, палеонтології, палеонтології ссавців, геології антропогенних відкладів. Удосконалив методику вивчення лесів і розробив схему їх стратиграфічного розчленування та районування. Провадив гідрогеологічні дослідження й вивчив ґрунти на півдні України. Понад 80 наукових праць, присвячених переважно вивченню четвертинної геології й морфології України.

### Праці
- Четвертинні поклади Одеського району/ В. І. Крокос// Українські геологічні вісті. — 1924. —  № 2. — С. 1- 10.

- Изучение радиоактивности почв Украины/ В. И. Крокос.//  Почвоведение. — Москва, 1925. — Т. 20, № 3. — С.  1 — 2.

- Ископаемые почвы Одесщины/ В. И. Крокос// Вісник Одеської комісії краезнавства. — 1925. –  Ч. 2—3. — С. 40 — 45.

- Возраст Летнчевской низменности/ В. И. Крокос// Записки Одесского общества естествоиспытателей. — 1928. –  Т. 44. — С . 155—169.

- К вопросу о номенклатуре четвертичных отложений Украины/В. И. Крокос// Доклады Академии Наук СССР. — 1934. — Т. II, № 8. — С.  500—506.